# Lallemandana
Lallemandana är ett släkte av insekter. Lallemandana ingår i familjen spottstritar.

## Dottertaxa tillLallemandana, i alfabetisk ordning[1]
- Lallemandana armstrongi
- Lallemandana australis
- Lallemandana biformis
- Lallemandana bryani
- Lallemandana buxtoni
- Lallemandana carolinensis
- Lallemandana cheesmani
- Lallemandana clavata
- Lallemandana conjuncta
- Lallemandana crockeri
- Lallemandana eugeniae
- Lallemandana fenestrata
- Lallemandana flavipes
- Lallemandana gressitti
- Lallemandana guamensis
- Lallemandana huahinensis
- Lallemandana insulata
- Lallemandana juddi
- Lallemandana mareana
- Lallemandana mumfordi
- Lallemandana navigans
- Lallemandana pararapana
- Lallemandana phalerata
- Lallemandana picturata
- Lallemandana pseudorapana
- Lallemandana solomonensis
- Lallemandana spinifera
- Lallemandana swezeyi
- Lallemandana tubuaii
- Lallemandana tylata
- Lallemandana zimmermani